# Zofia Krzyżanowska (pisarka)
Zofia Krzyżanowska, primo voto Siedlecka (ur. 1927, zm. 18 marca 2009 w Warszawie) – polska pisarka i dziennikarka, podczas II wojny światowej była więziona w niemieckim obozie koncentracyjnym w Ravensbrück.

## Życiorys

### Okres II wojny światowej
W 1944 roku, po nieudanej próbie ucieczki z robót przymusowych na terenie Niemiec, trafiła do obozu koncentracyjnego w Ravensbrück. Była jedną z więźniarek, które jeszcze przed wyzwoleniem obozu zostały stamtąd ewakuowane do Szwecji w ramach akcji zorganizowanej z inicjatywy hrabiego Folke Bernadotte przez Czerwony Krzyż.

### Czasy powojenne
Po wojnie chciała studiować psychologię w Uppsali, jednak okazało się to niemożliwe, gdyż nie znalazła dwóch świadków mogących potwierdzić, że zdała konspiracyjną maturę. Dlatego wróciła do Polski, a następnie podjęła studia na Uniwersytecie Warszawskim. Po zakończeniu edukacji pracowała jako dziennikarka, m.in. w „Trybunie Ludu”, dla której relacjonowała z Jerozolimy proces Adolfa Eichmanna.

## Publikacje
- Czarna flaga (Państwowy Instytut Wydawniczy, Warszawa 1960 r.)

- Opowieść o mojej Agnieszce: książka nie tylko dla rodziców (Nasza Księgarnia, Warszawa 1975)[2]

### Czarna flaga
Debiutancka książka Zofii Krzyżanowskiej została oparta na jej wspomnieniach z pobytu w niemieckim obozie koncentracyjnym w Ravensbrück. Autorka nie była działaczką partyjną ani uczestniczką walk konspiracyjnego podziemia, dlatego nie umieszczono jej w bloku polskim, w którym polityczne więźniarki pomagały sobie wzajemnie. Toteż jej relacja, odmiennie od większej części polskiej literatury lagrowej, przedstawia los „cywila” w obozie. Pisarka w naturalistycznych opisach, dojmująco szczerze, rysuje obraz wielonarodowościowych baraków, realia życia w obozie bez protekcji funkcyjnych, codzienną dramatyczną walkę o przeżycie. Krzyżanowska porusza wiele kontrowersyjnych, często niezgodnych z martyrologiczną wizją polskości, tematów, używając przy tym dosadnego języka, co sprawiło, że książka ta nie została najlepiej przyjęta po swojej premierze, również współcześnie pozostaje na marginesie kanonu lektur dotyczących Holokaustu.

#### Znaczenie tytułu
Genezy tytułu powieści należy szukać na ostatnich jej stronach, gdzie autorka opisuje swój pobyt w szwedzkim szpitalu, w którym leczyła się po opuszczeniu lagru. Wraz z nią w sali przebywała pacjentka, losom której Krzyżanowska nadała wymiar symboliczny. Była to bezimienna kobieta znajdująca się w stanie krańcowego zmuzułmanienia („muzułmanami” nazywano w hitlerowskich obozach zagłady tych więźniów, którzy zatracili wolę walki o przetrwanie), która umarła, nie odzyskawszy przytomności. Po jej śmierci personel szpitala wciągnął na maszt czarną flagę, gdyż – jak tłumaczyła szwedzka pielęgniarka – umarł człowiek. Tymczasem dla Krzyżanowskiej, osoby zlagrowanej, przejmowanie się śmiercią jednostki, podczas gdy w obozie codziennie umierały setki osób, było czymś niecodziennym i niezrozumiałym. Rozdźwięk między obiema tymi postawami skłania czytelnika do zastanowienia się nad tym czy, i jeśli tak to dlaczego, życie ludzkie jest wartością.